# Branimir Bajić
Branimir Bajić (Bijeljina, 19 ottobre 1979) è un allenatore di calcio ed ex calciatore bosniaco, di ruolo difensore.

## Palmarès

### Club

#### Competizioni nazionali
- Prva liga Republike Srpske: 1

Radnik Bijeljina: 1998-1999
- Campionato serbomontenegrino: 3

Partizan: 2001-2002, 2002-2003, 2004-2005
- Coppa di Serbia e Montenegro: 1

Partizan: 2000-2001
- 3. Liga: 1

Duisburg: 2016-2017